# IC 753
IC 753 ist eine linsenförmige Galaxie vom Hubble-Typ SB0 mit aktivem Galaxienkern im Sternbild Jungfrau auf der Ekliptik. Sie ist schätzungsweise 281 Millionen Lichtjahre von der Milchstraße entfernt und hat einen Durchmesser von etwa 70.000 Lichtjahren.

Im selben Himmelsareal befinden sich u. a. die Galaxien NGC 4030 und NGC 4044.
Das Objekt wurde am 22. März 1893 vom französischen Astronomen Stéphane Javelle entdeckt.